# Jørgen Olsen (musiker)
 Der er flere personer med dette navn, se Jørgen Olsen.
Jørgen Olsen (født 15. marts 1950 i Odense) er en dansk sanger og sangskriver, der sammen med sin bror Niels Olsen er kendt som Brødrene Olsen, der vandt Dansk Melodi Grand Prix 2000 med sangen "Smuk som et stjerneskud" og siden Eurovision Song Contest 2000 i Stockholm med den engelske version "Fly on the Wings of Love".
Olsen har deltaget i syv danske Melodi Grand Prix, de tre gange som solist. Debuten i Melodi Grand Prixet var i Dansk Melodi Grand Prix 1978 med sangen "San Francisco" der indbragte en anden plads. Året efter i Dansk Melodi Grand Prix 1979 med sangen "Dans, Dans, Dans", i Dansk Melodi Grand Prix 1980 hed bidraget "Laila" derefter var der en pause på seks år inden de stillede op igen i Dansk Melodi Grand Prix 1986 med sangen "Fællessang i Parken". Alle bidragene skyldes i bund og grund at på det tidspunkt gav et plot i Grand Prixet job resten af året, alle sangene er skrevet og komponeret af Jørgen selv, og selvfølgelig var det også et forsøg på at trække sejr hjem efter Grethe og Jørgen Ingmann i 1963, og det lykkes også de to brødre i Dansk Melodi Grand Prix 2000, det er den største sejr for Danmark nogensinde og blev også en overlegen sejr i både det danske og det internationale Grand Prix, det er også det største hit nogensinde i Danmark i dag, og brødrene arbejder i både indland og udland.
Som artist stillede han op i Dansk Melodi Grand Prix 1989 med sangen "Fugle" som publikum stemte ind som den bedste sang, men juryens stemmer ændrede denne placering, så han endte på en tredjeplads. Derudover stillede han op igen i Dansk Melodi Grand Prix 1990 med sangen "Berlin" der omhandlede faldet af Berlinmuren året før. Senest deltog Jørgen i Dansk Melodi Grand Prix 2007 med sangen "Vi elsker bare danske piger".
Jørgen Olsen er født i Odense, men flyttede som tre-årig med familien til København. Som 15-årig i 1965 dannede han bandet The Kids med broderen og to kammerater. Han arbejdede som folkeskolelærer på Ordrup Skole til sejren i det internationale Melodi Grand Prix i 2000. Han og broderen Noller er sønner af to musikalske forældre og brugte bl.a. musikken som bindeled til forældrene på godt og ondt.

## Diskografi
- Det stille ocean (1990)
- Jørgen Olsen (2007)